# Euceropsila primus
Euceropsila primus är en insektsart som beskrevs av Boulard 1979. Euceropsila primus ingår i släktet Euceropsila och familjen hornstritar. Inga underarter finns listade i Catalogue of Life.